# 無人航空機・システム・トラフィック・マネジメント

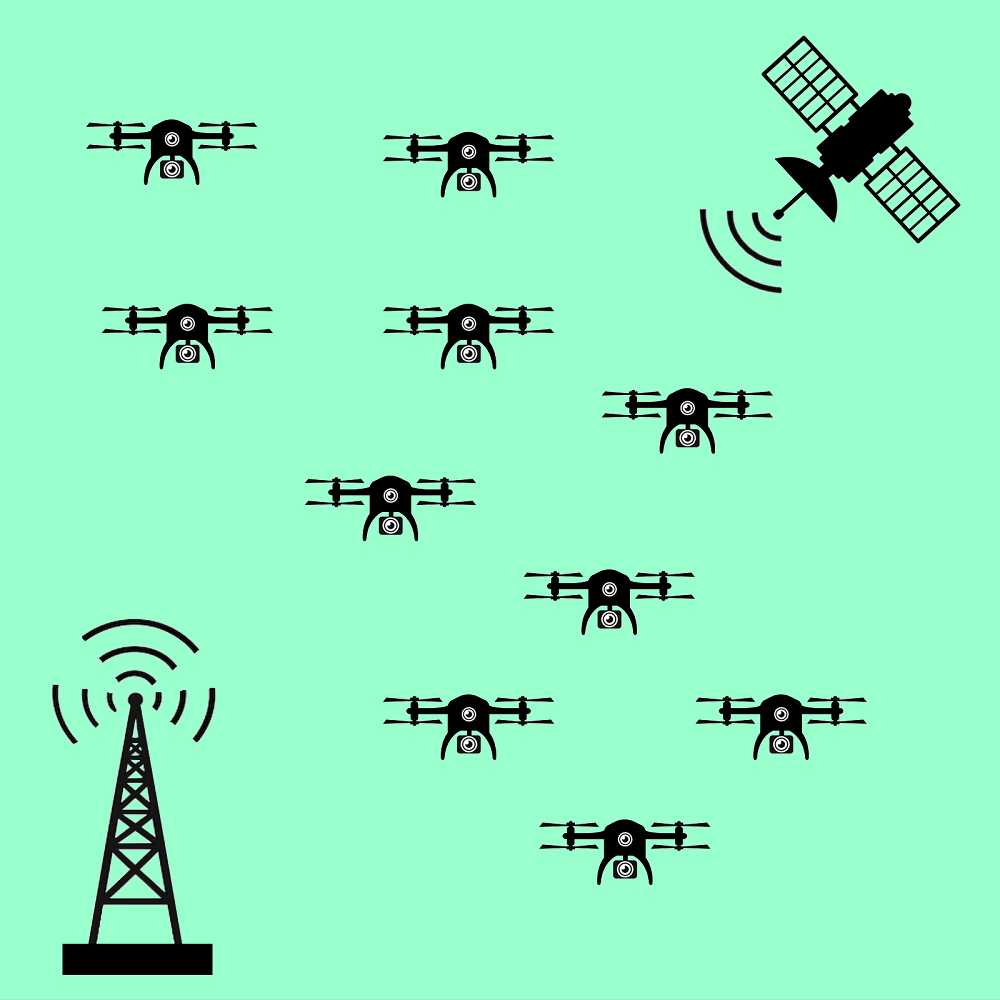
複数の無人航空機を同時に遠隔操作するイメージ

無人航空機・システム・トラフィック・マネジメント（英語: Unmanned aircraft system traffic management(UTM)）は、FAA、NASA、その他の連邦パートナー機関、および産業界による無人航空機システム（英: Unmanned Aircraft Systems(UAS)）の自律制御運用のために開発中の航空交通管理エコシステムである。
FAAの航空交通サービスを提供していない空域の地上400フィート (120 m)未満の高度で、目視外飛行での複数のUAS運用を可能にするための運用概念、データ交換要件、サポーティング・フレームワークを共同で検討している。

## 概要
UTMは、FAAのエア・トラフィック・マネジメント(ATM)システムとは別ではあるが、補完的なものである。UTM開発は、最終的に低高度で制御されていないUAS制御の管理を可能にするための役割／責任、情報アーキテクチャ、データ交換プロトコル、ソフトウェア機能、インフラストラクチャ、および性能要件を特定する。
UTMイニシアティブを調整するために、FAA、NASA、産業界の間で研究移行チーム（RTT）が設立された。重点分野には、コンセプトとユースケースの開発、データ交換と情報アーキテクチャ、通信とナビゲーション、感知と回避が含まれる。研究とテストにより、低高度空域での安全な目視および目視外でのUAS飛行を可能にするための空域運用要件を特定する。FAAは、2017年にUASトラフィック・マネジメント研究計画を発表している。